# 쿼시
쿼시(Quacy, 본명 신지윤, 1992년 11월 25일~, 인천광역시 출생)는 대한민국의 래퍼이다. 2014년 싱글 'Clockwise'로 활동을 시작했다., 그 해 EP 'ANYWAY'를 발매하였다.
2016년 4월 11일 더블싱글 "Worry'"를 발매하였다. 2017년 7월 1일 첫 정규 앨범 "FIGURE"를 발매하였다. 2018년 1월 3일 싱글 "27"을 발매하였다. 2018년 6월 21일 싱글 "COCO"를 발매하였다. 2018년 8월 7일 싱글 "빨리 떴으면 좋겠어"를 발매하였다.
2018년 10월 12일 EP "Flow;몰입"를 발매하였다.

## 발매 앨범
- 2014년 1월 17일 - 디지털 싱글 Clockwise
- 2014년 4월 3일 - 디지털 싱글 ANYWAY Produced by 김박첼라
- 2014년 4월 14일 - 디지털 싱글 A New Day
- 2014년 5월 16일 - EP ANYWAY
- 2016년 4월 11일 - 디지털 싱글 Worry'
- 2017년 7월 1일 - LP FIGURE
- 2018년 1월 3일 - 디지털 싱글 27
- 2018년 6월 21일 - 디지털 싱글 COCO
- 2018년 8월 7일 - 디지털 싱글 빨리 떴으면 좋겠어
- 2018년 10월 12일 - EP Flow[;몰입]